# 古井烧鹅
古井燒鵝是江門新會大廣海灣經濟區古井鎮的特色粵菜。當地最出名的燒鵝店是平香和恒益，在古井鎮，以及新會市區都開設了不少分店。
古井燒鵝通常選用清明前後至天熱前，或者十一月至過年時的黑鬃鵝，因為這兩段時間的鵝最為肥美。由於清明前後的鵝肥美，不少新會人拜山祭祖時都會購買古井燒鵝作祭品。
燒鵝的醃料由新會陳皮、蒜蓉、油、糖等多種香料混合填入鵝身並封口，風乾後放入磚爐，以荔枝柴燒烘，取其淡淡的荔枝果香。燒鵝斬件時流出來的燒鵝汁會淋回燒鵝肉上，因此比普通燒鵝較為濕身。

## 傳說
相傳在南宋末年，當時宋皇室南逃至崖門，一名御廚跟隨皇室南下。他在宋室殉國後，在崖門銀洲湖西岸的仙洞村定居下來。御廚以皇宮燒鵝的手藝，開了一間燒鵝店。後來燒鵝秘方傳了給他的女兒，後來女兒嫁到銀洲湖東岸的古井，連同秘方也帶了過來，並發揚光大。自從之後，古井燒鵝遠近馳名。